# Eustrotia nigricostata
Eustrotia nigricostata är en fjärilsart som beskrevs av Otto Staudinger 1924. Eustrotia nigricostata ingår i släktet Eustrotia och familjen nattflyn. Inga underarter finns listade i Catalogue of Life.